# Дыбенко, Николай Кириллович
Николай Кириллович Дыбенко (21 октября 1928 — 19 июня 2002) — советский партийный деятель, дипломат. Член КПСС в 1951-91 гг. Кандидат в члены ЦК КПСС (1981—90 гг.). Чрезвычайный и полномочный посол. Депутат Совета Национальностей Верховного Совета СССР (1979—89 гг.) от Литовской ССР. Кандидат экономических наук (1978).

## Биография
Родился 21 октября 1928 года. В 1952 году окончил Сибирский металлургический институт, в 1968 году — Высшую партийную школу при ЦК КПСС (заочно).
В 1952—1955 годах — инженер, заместитель начальника цеха завода (Рыбинск, Новосибирск).
В 1955 году — на партийной, советской работе.
В 1957—1958 годах — 2-й секретарь Октябрьского районного комитета КПСС (Новосибирск).
В 1959—1962 годах — 1-й секретарь Октябрьского районного комитета КПСС (Новосибирск).
С 1962 по  январь 1963 года — заведующий отделом Новосибирского областного комитета КПСС.
С 17 января 1963 по 22 декабря 1964 года — 2-й секретарь Новосибирского промышленного областного комитета КПСС.
С декабря 1964 по 1966 год — 1-й секретарь Новосибирского городского комитета КПСС.
В 1966—1973 годах — секретарь Новосибирского областного комитета КПСС.
В 1973—1978 годах — в ЦК КПСС.
С 11 декабря 1978 по 17 сентября 1986 года — 2-й секретарь ЦК КП Литвы, член Бюро ЦК КП Литвы.
С 3 марта 1981 по 2 июля 1990 года — кандидат в члены ЦК КПСС.
С 1 сентября 1986 по 18 марта 1991 года — чрезвычайный и полномочный посол СССР в Мозамбике.
С 1991 года — на пенсии.
Умер 19 июня 2002 года в Москве. Похоронен на Троекуровском кладбище.